# Scourfieldia
Scourfieldia,  rod zelenih alga smješten u vlastitu porodicu i red. Postoji sedam priznatih vrsta.

## Vrste
1. Scourfieldia caeca (Korschikov) J.H.Belcher & Swale
2. Scourfieldia chlorolateralis A.G.Caljon
3. Scourfieldia complanata G.S.West - tipična
4. Scourfieldia conica Schiller
5. Scourfieldia cordiformis H.Takeda
6. Scourfieldia ovata Kufferath
7. Scourfieldia quadrata Pascher